# 袁一虬
袁一虬（1540年—1626年），字汝化，號雲江，直隸蘇州府長洲縣赭墩人，明朝政治人物。

## 生平
隆慶元年（1567年）丁卯科應天鄉試第七十八名舉人，二年（1568年）聯捷戊辰科二甲第三十八名進士。歷官荊門州知州、嚴州府同知，官至廣西按察司副使、浙江布政使司參政，有清介之盛名。

## 著作
著有《唐詩折衷》、《綱目考證》、《歸田錄》。

## 家族
曾祖袁昂，累贈通議大夫南京太常寺卿；祖父袁雯，累贈通議大夫南京太常寺卿；父袁洪恩。前母翁氏；母胡氏。叔父袁洪愈。具慶下。兄袁一龍、袁一鵬、袁一鳳，弟袁一鶚、袁一蛟、袁一驥、袁一駿、袁一鯤、袁一鸞。